# Farao (datorspel)
Farao (engelska: Pharaoh) är ett stadsbyggarspel som utspelar sig i det forntida Egypten. Spelet är utvecklat av Impressions Games och utgivet av Sierra Entertainment 1999. Spelet går ut på samma sak som Caesar III, det vill säga att man ska bygga upp och förvalta städer. År 2000 kom expansionen, Kleopatra: Nilens drottning.
I kartongen till Farao medföljer/medföljde en handbok. Denna handbok var väl påkostad. Där tas allt upp som finns med i spelet. Man får ex. veta vad de olika byggnaderna är till för och man får även lite extra historia om Egypten i slutet av handboken. Antalet sidor i handboken uppgår till 208.
Berättarrösten i den svenskspråkiga versionen tillhör Hans Villius.
Under Gamescom 2020 meddelade spelutvecklaren Dotemu att de håller på att utveckla en remake av spelet. Spelet kommer innehålla hela kampanjen från det ursprungliga spelet och expantionen, men med moderniserad grafik, nytt användargränssnitt och nya ljudspår.

### Fotnoter
1. ↑  ”Pharaoh” (på engelska). Mobygames. 19 mars 1999. http://www.mobygames.com/game/windows/pharaoh. Läst 13 april 2016.
2. ↑  ”Pharaoh: A New Era Is a Full Remake of the 1999 City Building Game” (på engelska). IGN. 27 augusti 2020. https://www.ign.com/articles/pharaoh-a-new-era-2021-pc-game-reveal. Läst 29 september 2022.